# 청하역
청하역(淸下驛)은 조선민주주의인민공화국 자강도 희천시에 위치한 만포선의 역이다.

## 역사
- 일자 불명 : 개업